# Volodîmîrivka, Sumî
Volodîmîrivka (în ucraineană Володимирівка) este un sat în comuna Oleksiivka din raionul Sumî, regiunea Sumî, Ucraina.

## Demografie
Componența lingvistică a localității Volodîmîrivka
     Ucraineană (97,99%)
     Rusă (2,01%)
Conform recensământului din 2001, majoritatea populației localității Volodîmîrivka era vorbitoare de ucraineană (97,99%), existând în minoritate și vorbitori de rusă (2,01%).